# Taiwanomyia filicornis
Taiwanomyia filicornis är en tvåvingeart som först beskrevs av Alexander 1924.  Taiwanomyia filicornis ingår i släktet Taiwanomyia och familjen småharkrankar. Inga underarter finns listade i Catalogue of Life.